# چان-اریق (شهرستان تاق‌تاگل)
چان-اریق (به لاتین: Chongaryk) یک منطقهٔ مسکونی در قرقیزستان است که در شهرستان تاق‌تاگل واقع شده‌است. چان-اریق ۳٬۲۷۳ نفر جمعیت دارد و ۱٬۰۱۴ متر بالاتر از سطح دریا واقع شده‌است.